# Oreochromis esculentus
Oreochromis esculentus är en fiskart som först beskrevs av Graham 1928.  Oreochromis esculentus ingår i släktet Oreochromis och familjen Cichlidae. IUCN kategoriserar arten globalt som akut hotad. Inga underarter finns listade i Catalogue of Life.